# Хоральная прелюдия
Хора́льная прелю́дия (нем. Choralvorspiel, франц. Prélude de choral, Prélude-choral, итал. preludio a corale, испан. preludio sobre coral) — короткое литургическое музыкальное произведение для органа, основанное на мотиве хорала. Эта музыкальная форма была очень распространена в творчестве немецких композиторов эпохи барокко, а расцвет жанра пришёлся на творчество И. С. Баха, написавшего 46 хоральных прелюдий (и одну незаконченную), объединённых в цикл «Органная тетрадь».
В службе хоральная прелюдия использовалась в качестве вступления перед хоралом с тем же мотивом, который пели прихожане (обычно это происходило в протестантских церквях, а изначально — только в лютеранских), отсюда появилось название «прелюдия». Хотя такие произведения обычно были полифоническими, мелодия хорала всегда была отчётливо слышна.
Хоральная прелюдия как независимая музыкальная форма впервые появилась в творчестве Дитриха Букстехуде, написавшего 30 таких произведений. В XIX и XX веках также было написано много хоральных прелюдий, например, Иоганнесом Брамсом и Максом Регером. Хоральные прелюдии пишутся и по сей день.